# Kiss Ferenc (erdőmérnök)
Kiss Ferenc (Szilsárkány, 1860. április 24. – Szeged, 1952. június 13.) erdőmérnök, a „szegedi erdők atyja”.

## Származása, tanulmányai
1860. április 24-én született a Sopron megyei Szilsárkányban. Édesapja Kiss Zsigmond helyi földműves. Szülőfalujában végezte el elemi iskolai tanulmányait, majd a soproni evangélikus líceumban (jelenleg Berzsenyi Dániel Gimnázium) 1879. június 27-én szerezte meg jó eredménnyel érettségi bizonyítványát. Ezek után a selmecbányai Erdészeti Akadémián folytatta tanulmányait, ahol 1879. szeptemberétől 1882. júliusáig tanult. Már elsőéves korában állami ösztöndíjban részesült, melyből rendszeresen támogatta hét fiatalabb testvérét. Oklevelét 1882. július 31-én szerezte meg.

## Munkássága
Előbb a nagyváradi püspökség uradalmában, majd a Földművelésügyi Minisztériumban dolgozott. Az 1885-ben megalakuló Országos Erdészeti Egyesület egyik alapító tagja volt. Ebben az évben küldte Szegedre Bedő Albert országos főerdőmester. 1888-ra elkészítette a Szeged környéki erdők fejlesztési tervét, részletezve a homokterületek erdősítését, és már ebben az évben elkezdődött az erdők üzemterv alapján történő újrafásítása. A futóhomok terjedésének megakadályozására 540 kat. holdon védőerdőt és ennek csemetével ellátására többholdnyi csemetekertet is létesített. Egy 1913-ban írt tanulmányában javasolta a feketefenyő telepítését.
1923-ban Kaán Károly földművelésügyi államtitkárral együtt alkották meg az Alföld fásításának törvényét. Rá egy évre a mai ásotthalomi erdő egy részét róla nevezték el és 1925-ben Miniszteri tanácsosi címmel nyugdíjazták. Ám továbbra sem tétlenkedett, sorban jelentek meg értekezései. 1935-ben működésének ötvenéves jubileuma alkalmából a Mezőgazdasági Egyesület örökös díszelnökévé választották és ekkor nevezték el a „Szegedi erdők atyjá”-nak.
1939-ben a Szegedi Tudományegyetem díszdoktorrá avatta és ekkor jelent meg élete legnagyobb munkája „Szeged erdészete” címmel.
1952. június 13-án hunyt el Szegeden, érdemei mellőzésével, szinte elfeledve.

## Móra Ferenccel kötött barátsága
1914-ben felvették a Tömörkény István által vezetett Dugonics Társaságba, ahol megismerkedett és barátságot kötött Móra Ferenccel, aki 1918-ban ezt írta az erdőmérnökről: „Régóta tudjuk róla, hogy a világ legboldogabb életét éli, igazi szerelmesei a fák, amiket maga ültetett. Talán még beszél is velük, mikor megcirógatja derekukat, de hisszük, hogy érti a szavukat s emberszeretettől csordultig teli szívvel tér vissza a poros városba.” A Szegedi Napló hasábjain pedig így írt róla: „Kiss Ferenc az én szememben nem e világból való ember. Ő benne a fák lelke él, amelyeknek ura, királya. Ó, ha minden király úgy szeretné az alattvalóit, mit ő, de soha nem volna háború a világon! A szilfa neki adta keménységét, a nyárfa a lágyságát, méltósága a tölgyé, derült nyugalma a juharé, szelíd magyar bánata az akácé. Az egész ember termő élete olyan, mint az almafáé a napsütötte tisztáson. A különbség csak az, hogy neki nincs semmiféle ellensége.”

## Tanulmányai
- A Fehér nyárfa, s annak jelentősége a homoki erdősítéseknél Erdészeti Lapok, 33. évf. 1-12 1894.
- Újabb észleletek az akácfa pajzstetűjéről Erdészeti Lapok, 34. évf. 141-158. 1895.
- Az ólomesőről és a nyúlkárokról Erdészeti Lapok, 34. évf. 588-594. 1895.

## Emlékezete
Nevét Szegeden a Kiss Ferenc Erdészeti Technikum, Ásotthalmán emlékerdő viseli.